# الجزائر سبورت
الجزائر سبورت مجلة شهرية شبابية جزائرية مستقبلة تتكون من طاقم شاب يهدف لكشف الحقائق وابتكر طريقة صحفية جديد تساهم في إنشاء الخبر بعنوان وللإبداع عنوان.

## أبواب المجلة
تشهد المجلة منذ صدورها تحديثات مستمرة في إطار تطوير المجلة وهذا بإضافة أبواب جديدة، واليوم تسعى مجلة الجزائر سبورت في تقديم الأفضل كل شهر وعلى هذا الأساس يندرج تحتها عدد من الأبواب مثل :
1. حديث الساعة: ويندرج تحت هذا الباب عدة تقارير مختلفة منها الحدث، محترفيا وملخصات لأهم الأحداث الرياضية في الشهر.
2. تحقيقات & نقارير : يتم تناول في هذا الباب عدة تحقيقات مهمة منها البورتري، مباراة من الذاكرة وإحصائيات المحترفين.
3. صدى الأقلام : يندرج تحت هدا العنوان العديد من المقالات منها نزيف ٌقلم، انتفاضة جريئة وحق الرد إلى جانب مجرد رأي.
4. شباب.Dz : بما ان المجلة شبابية اخترنا هذا الباب ليكون منبر لشباب حيث يتناول أهم ما يبحث عنه الشباب.

## أعداد المجلة
أطلقت مجلة  الجزائر سبورت  حتى الآن عددين.

## العدد الأول
صدر العدد الأول في فيفري 2012 ويصل عدد صفحات إلى 26 صفحة فقط، ونال العدد نجاح معتبر بالنسبة للعدد الأول وهذا ما اوضحته إحصائيات المشاهدة عبر النات وعدد تحميل في الحاسوب.
للإطلاع على المجلة العدد الأول - فيفري 2012
و لتحميل المجلة العدد الأول - مارس 2012

## العدد الثاني
صدر العدد الثاني في مارس 2012 ويصل عدد صفحات إلى 24 صفحة فقط، تناول العدد عدة تقارير مميزة ومقالات لكتاب المجلة.
للإطلاع على المجلة العدد الثاني - مارس 2012
و لتحميل المجلة العدد الثاني - مارس 2012

## وصلات خارجية
- صفحة مجلة الجزائر سبورت على الفيس بوك  على فيسبوك.